# うまいが一番
『うまいが一番』（うまいがいちばん）は、1998年4月4日から2003年3月29日までフジテレビ系列で毎週土曜日に放送されていた料理ミニ番組。キリンビール（一番搾り〈生〉名義）の一社提供。

## 番組概要
正式名称は『うまいが一番〜池波正太郎の食世界〜』。鬼平犯科帳を中心とする池波正太郎著作の時代小説やエッセイに登場する料理を、作品の登場部分の朗読と共に紹介。取りあげる料理は使われている食材の旬に合わせて選ばれ、季節感を出すように配慮されていた。
役所広司扮する池波ファンの男が池波作品を読むシーンから始まり、料理の旨そうな描写に思わず「〜か。。。」と唸って一旦提供読みに入り、そこからプロの料理人による料理の再現を役所のナレーションで紹介すると言う構成。
キリンビールの一社提供だった事もあり、主にビールに合う料理を紹介していた。

## 出演
- 池波ファンの男：役所広司（ナレーションも兼任）

## 放送時間
- 土曜日22:54 - 23:00（フジテレビ）

## 映像ソフト
- パイオニアLDC（現:ジェネオン・ユニバーサル・エンターテイメントジャパン）からVHSビデオ作品が4巻発売されている。
  - うまいが一番 池波正太郎の食世界 其の壱（1998年）
  - うまいが一番 池波正太郎の食世界 其の弐（同上）
  - うまいが一番 池波正太郎の食世界 其の参（1999年）
  - うまいが一番 池波正太郎の食世界 其の四（同上）

| フジテレビ系列 土曜日22:54 - 23:00枠 | フジテレビ系列 土曜日22:54 - 23:00枠 | フジテレビ系列 土曜日22:54 - 23:00枠                                   |
| 前番組                               | 番組名                               | 次番組                                                                 |
| ------------------------------------ | ------------------------------------ | ---------------------------------------------------------------------- |
| 風の絵葉書                           | うまいが一番 （1998.4 - 2003.3）     | タブE!                                                                 |
| フジテレビ キリンビール一社提供番組  |                                      |                                                                        |
| タモリのネタでNIGHTフィーバー!       | うまいが一番                         | 僕らの音楽 -OUR MUSIC- ※2007年4月より 当初はキリンビバレッジのみの提供 |